# Кунілінгус

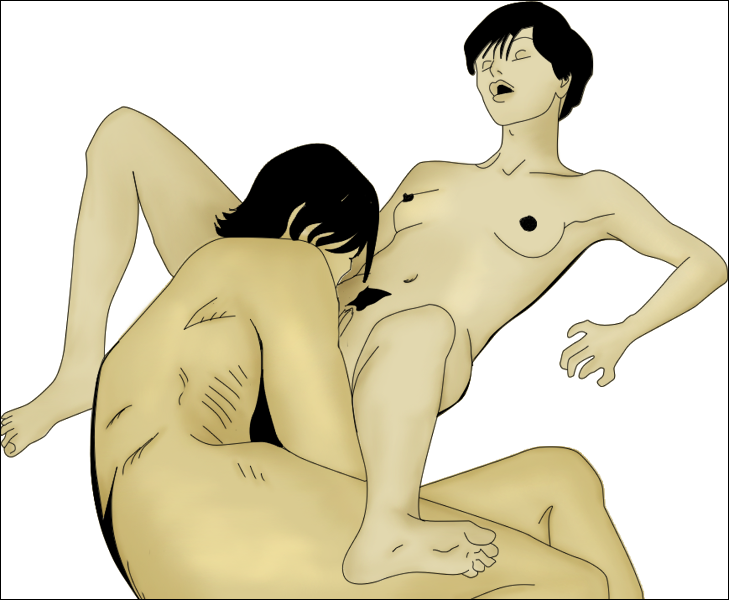
Чоловік робить кунілінгус жінці

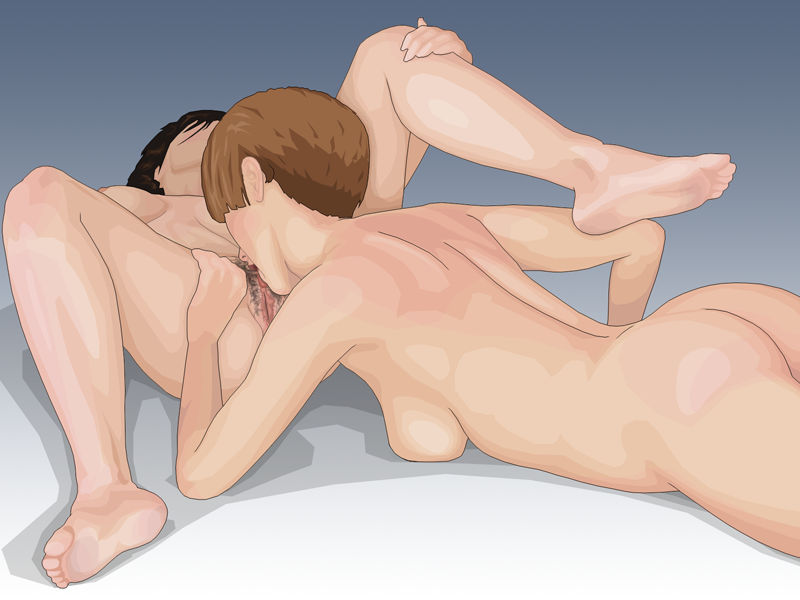
Жінка робить кунілінгус жінці

Кунілі́нгус (лат. cunnilingus, від cunnus — непристойне позначення вульви + lingo — «лижу») — акт орального сексу зі стимуляцією вульви або (та) вагіни губами і язиком. Голівка клітора — найчутливіша частина жіночих геніталій, і її пряма стимуляція викликає в жінок сексуальне збудження чи оргазм.

## Використання в сексуальній практиці
Оскільки клітор у більшості жінок є найчутливішою ерогенною зоною, оральна чи мануальна стимуляція його голівки може приводити до оргазму і без вагінального проникнення. Використання кунілінгусу як самостійної сексуальної практики є варіантом нормальної сексуальної поведінки за умови, якщо це задовольняє усіх партнерів(-ок), і поширене в лесбійському сексі. Дані опитувань у багатьох країнах підтверджують позитивне ставлення значної кількості жінок до кунілінгусу.
Кунілінгус як елемент сексуального акту (в складі прелюдії, завершальних ласк, повторного циклу стимуляції, коли жінка налаштована пережити наступний оргазм) підвищує ефективність прелюдії та пришвидшує настання оргазму чи ж збільшує шанси на його настання.
Широко застосовний кунілінгус і як замісна форма вагінального сексу, наприклад, у сексі під час менструації та вагітності, у разі браку ерекції пеніса, передчасній еякуляції тощо.

## Техніка
Як і будь-яка сексуальна практика, техніка кунілінгусу індивідуально варіюється і виробляється у взаємодії конкретної пари шляхом комунікації та експерименту. Голівка клітора є найчутливішою зоною практично у всіх жінок, але вона менш чутлива на ранніх стадіях збудження, і найбільш чутлива з його зростанням (коли клітор виражено ерегований).
Секс-підручники рекомендують починати з повільної стимуляції статевих губ та всієї області вульви, використовуючи кінчик, передню або нижню частину язика, а також ніс, підборіддя та губи. Розвівши великі статеві губи пальцями для кращого контакту з малими, язиком знаходять і легко стимулюють голівку клітора, дещо втягуючи його в рот. Рухи можуть бути повільними або швидкими, постійними або хаотичними, жорсткими або м'якими, залежно від уподобань партнерки. Партнерка може керувати головою людини, що виконує кунілінгус, регулюючи силу й область натискання.
Також під час кунілінгусу можна вводити в вагіну напружений або рухливий язик, пальці або секс-іграшки, що дозволяє одночасно стимулювати точку G, або ж поєднувати практику з анальною стимуляцією партнерки.

## Безпека
Як і під час інших сексуальних практик між жінками, під час кунілінгусу можуть передаватись збудники ІПСШ та інфекційних захворювань, оскільки відбувається прямий контакт слизових оболонок. Серед них сифіліс, гепатит, герпес.
Для запобігання захворюванням, крім загальних практик безпечного сексу, рекомендують використовувати бар'єрну контрацепцію, наприклад, латексні серветки.

## В культурі

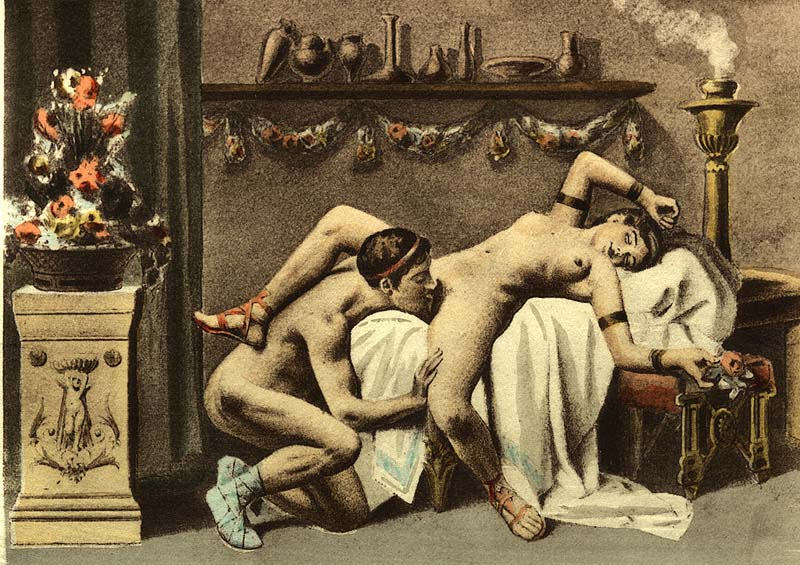
Кунілінгус. Картина Едуард-Анрі Авріля

Згадок кунілінгусу в культурах стародавніх народів значно менше, ніж феляції. Причина цього вбачається в табу, пов'язаних з менструацією та страхом перед жіночим лоном як місцем, де проходить межа між буттям і небуттям (зачаття та поява дітей на світ). Якщо контакт рота з пенісом в міфах може слугувати для зародження нового життя — запліднення чи самозапліднення, то контакт з вагіною нерідко постає процесом, зворотним до народження — поверненням у небуття.
Одним з рідкісних стародавніх зображень кунілінгусу є зображення давньоєгипетських божеств Геба й Нут в «позі 69», що символізує зв'язок Неба та Землі. В античній культурі кунілінгус рідкісний, за винятком діонісійських культів. Давньогрецькі поети, втім доволі часто натякали на нього, бажаючи висміяти якого-небудь чоловіка за негідну поведінку. Так, майстер комедії Евполід жартував, що лямбда на щитах спартанців — це перша буква слова «лизати» (грец. λείχειν). Натяки на кунілінгус існують в комедіях Арістофана. В Римській імперії ця сексуальна практика відводилась переважно повіям і коштувала значно більше, ніж інші види сексу. Натомість кунілінгус був частиною обрядів ініціації в деяких племен Мікронезії. Відомо про звичаї, коли старший член племені, перед зляганням з молодою жінкою, повинен був попередньо зробити їй кунілінгус. Водночас у багатьох племен по світу він був табу.
В юдейських і християнських легендах перший кунілінгус приписувався Адаму, що зробив його Ліліт, порушивши тим самим свою головуючу природу. Метафора цієї активності також вбачається в історії про Самсона й Далілу, через що Самсон втратив свою силу. Згідно з деякими забобонами, жінка, якій робили кунілінгус, народить негарних дітей. Також примушування чоловіків до кунілінгусу приписувалося демоницям сукубам. Тертуліан прирівнював його та феляцію до людоїдства. Проте в середньовічній східній християнській традиції ставлення до орального сексу загалом було менш жорстким, ніж на Заході.
У китайських даоських практиках кунілінгус вважався способом отримати енергію інь. Китайська імператриця У Цзетянь династії Тан, за легендою, ввела в придворний етикет звичай кунілінгусу як символ пришестя ери жіночої переваги (оскільки феляція була символом чоловічої переваги), піднісши його до високого рівня. Обов'язок «облизування тичинок лотоса» стосувався всіх чиновників і сановитих осіб. Примітно, що в традиційних японських еротичних ілюстраціях кунілінгус зображався частіше за феляцію. Причина цього вбачається в стилі японських мініатюр, де рот має малі розміри.
В епоху європейського Відродження описи кунілінгусу відомі в італійських еротичних поемах. Його завуальований опис вбачається в деяких творах Шекспіра й Мілтона. Доволі часто описував кунілінгус маркіз де Сад, в тому числі після вагінального сексу. Зображення цієї сексуальної практики набуло поширення у французькій еротичній літературі XIX століття, особливо після Наполеонівських війн. На противагу цьому, в Британії та США кунілінгус упродовж XIX — початку XX століття прирівнювався до содомії. Ставлення до нього різко змінюється після Першої світової війни через загальне розчарування в цінностях минулого та поширення масової літератури. Додатково популяризації поглядів на кунілінгус як детабуйовану активність посприяли праці лікаря Теодора ван де Вельде. Відомо про використання карикатур Другої світової війни, на яких Гітлер і Муссоліні висміювались, зображені за заняттям кунілінгусом.
В українському фольклорі кунілінгус згадується в прислів'ях, які почали записувати етнографи з XIX ст.
У сучасній культурі кунілінгус дедалі більше уявляється як еквівалент феляції, чому посприяв розквіт відеопорнографії. Зображення кунілінгусу як нормальної гетеро- та гомосексуальної практики популяризувалося через такі серіали, як «Гра Престолів» чи «Помаранчевий — хіт сезону».